# Theristria
Theristria (лат.) — род насекомых из семейства мантиспид отряда сетчатокрылых. Эндемичен для Австралии.

## Описание
Между усиками и чуть выше их нет бугорка. Уиски достигают середины переднеспинки. Переднеспинка морщинистая. Птеростигма приближается к первой радиальной жилке, отделена от неё только очень узкой прозрачной полосой. Задняя медиальная жилка на переднем крыле не приближается к передней кубитальной. На заднем крыле нет задней кубитальной жилки

## Классификация
В роде Theristria 24 вида:
- Theristria aruntae
- Theristria attenuata
- Theristria basalis
- Theristria cardaleae
- Theristria commoni
- Theristria delicatula
- Theristria dentata
- Theristria discolor
- Theristria felina
- Theristria gilva
- Theristria hillieri
- Theristria imperfecta
- Theristria maculosa
- Theristria mouldsorum
- Theristria nigra
- Theristria pallida
- Theristria rieki
- Theristria smithersi
- Theristria stigma
- Theristria stigmalis
- Theristria storeyi
- Theristria taroom
- Theristria tillyardi
- Theristria uptoni